# Сесамовидные кости
Сесамовидные кости (от лат. Sesamum) — кости, расположенные в толще сухожилий и обычно лежащие на поверхности других костей. Сесамовидные кости отмечаются в областях, где сухожилия перекидываются через суставы (например, в области запястья, коленного сустава, стопы). Сесамовидные кости обеспечивают защиту сухожилий и удерживают сухожилия в некотором отдалении от центра сустава, увеличивая плечо силы.
Сесамовидные кости тесно связаны с капсулой сустава и сухожилиями мышц. Одна из поверхностей у них покрыта гиалиновым хрящом и обращена в полость сустава.

## В анатомии человека
Сесамовидные кости могут располагаться в области любых суставов, включая:
- коленный сустав — надколенник (в толще сухожилия четырёхглавой мышцы)
- кисть — две сесамовидные кости располагаются в дистальном отделе первой пястной кости. Обычно имеется также сесамовидная кость в дистальных отделах второй пястной кости. Гороховидная кость запястья также фактически является сесамовидной, располагаясь в сухожилии локтевого сгибателя запястья[1].
- стопа — две сесамовидные кости в области соединения первой плюсневой кости с первым пальцем (внутри сухожилия короткого сгибателя большого пальца стопы)[2].

Небольшая сесамовидная кость фабелла встроена в сухожилие боковой головки икроножной мышцы.

## Заболевания сесамовидных костей
Распространённое заболевание стопы у танцоров — сесамоидит. Встречаются также раздвоенные сесамовидные кости, которые могут иметь как врождённый, так и посттравматический характер.
Недостаточность кровоснабжения сустава, в котором находится сесамовидная кость, также может привести к некрозу тканей.
Помимо того возможен артроз сустава, чаще всего наблюдаемый у людей с высоким продольным подъемом свода стопы. Последствием данного заболевания является полное разрушение хряща суставного и хряща сесамовидной кости.